# 波通杜爾山
47°49′5.2″N 24°51′52″E / 47.818111°N 24.86444°E
波通杜爾山是烏克蘭的山峰，位於該國西部伊萬諾-弗蘭科夫斯克州，處於韋爾霍維納區，屬於烏克蘭喀爾巴阡山脈中奇夫奇尼山脈的一部分，海拔高度1,766米。